# Libreria Bozzi

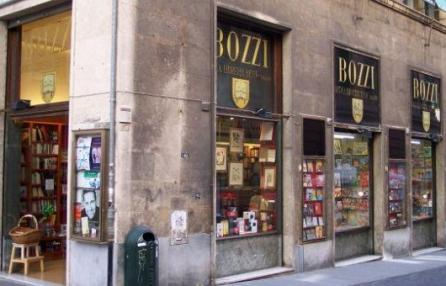
Libreria Bozzi (2013)

Libreria Bozzi ist die älteste Buchhandlung Italiens. Sie wurde 1810 durch den französischen Juden und Revolutionsteilnehmer Antonio Beuf in Genua gegründet.
Er kam zuvor 1807, gemeinsam mit seinem Bruder aus der Gemeinde Briançon, nach Italien. 1927 wurde die Buchhandlung an Alberto Colombo, Vater der ersten Frau von Mario Bozzi, verkauft. 1930 ging das Eigentum über. Während des Zweiten Weltkrieges wurde der Laden durch alliierte Bomben beschädigt. Derzeitiger Geschäftsführer ist Bozzis Sohn, Toni Bozzi.
Bekannte Besucher der Buchhandlung waren u. a. Stendhal, Eugenio Montale, Alessandro Manzoni, Sandro Pertini, Charles Dickens, Henry James, Luigi Pirandello und Herman Melville.